# ヤッターマン
『タイムボカンシリーズ ヤッターマン』（英語表記：Yatterman）は、1977年1月1日から1979年1月27日までフジテレビ系列で、毎週土曜18:30 - 19:00（JST）に全108話が放映された、タツノコプロ制作のテレビアニメ。
「タイムボカンシリーズ」2作目に当たる一方、同シリーズとは別に「ヤッターマンのリメイク」という扱いの作品がいくつか作られている。これらについては以下の各項目を参照。
- ヤッターマン (2008年のテレビアニメ) - ytv・日本テレビ系列で2008年1月から2009年9月まで放映された連続テレビアニメシリーズ。2009年8月に上映されたアニメ版映画についても同項目を参照。
- ヤッターマン (映画) - 松竹系で2009年3月に上映された日本の実写映画。
- 夜ノヤッターマン - 2015年1月から3月に放映されたテレビアニメ。
- グッド・モーニング!!!ドロンジョ - 日本テレビ系列で放送の『ZIP!』内「あさアニメ」として、2015年3月から2016年3月まで放映されたコーナーアニメ。
- DORONJO / ドロンジョ - WOWOWで2022年10月より放送のテレビドラマ。

## 概要
地球上のどこかにある“お宝”のありかを示したアイテムを特定の個数集めようとする、ヤッターマンとドロンボー一味との戦いを描いた作品。「ヒーローに変身する男女ペアの主人公」「ゾロメカ」「おだてブタ」「三悪メカ爆発時のドクロ雲」など、後にシリーズを象徴することになる要素のほとんどは本作品が初出である。ツナギをベースにしたヒーローコスチュームというのも異色である。
シリーズの中でもタイムトラベルをしない希少な作品でもある。題材は初期には世界七不思議（雪男・モアイ・ネッシーなど）や世界各地の風物（カーニバルなど）、世界的に有名な俳優・歌手などを扱っていた。その後2クール目以降より、『タイムボカン』のように名作児童文学や昔話、伝記などのパロディーが激増する。舞台も江戸時代まがいの町を筆頭に、中世ヨーロッパ・古代ローマ・古代ギリシャまがいの町といった、明らかに現代とは思えない話が多い。サブタイトルの大半や登場人物・舞台は、これらの物語の元になっている話がわかるようなギャグパロディーとなっていた。企画時の仮題は『ヤッタードカン』。
2年間の平均視聴率は20.1%、最高視聴率は第11話の28.4%（タツノコプロが所有する資料による）と、タツノコプロ制作のアニメの中で最も高い数字を残している。タカトクトイスが発売したヤッターワンの玩具は出荷数120万個を超えた。番組終了後も前述の通り本作品のリメイク作品が度々制作された他、1990年代にリリースされたOVA『タイムボカン王道復古』でも初代の『タイムボカン』を差し置いて本作品がメインを飾るなど、本作品がフィーチャーされる機会はシリーズ中でも比較的多い方である。文字多重放送を実施しており、高田ガン/ヤッターマン1号のセリフは黄色。上成アイ/ヤッターマン2号のセリフは青色。その他の人物のセリフは白で表示された。

## ストーリー
オモチャ屋の息子・ガンちゃんは、父親が製造途中で放棄してしまった大きな犬型のロボットをガールフレンドのアイちゃんと一緒に密かに完成させる。しかしガンちゃんは父親がロボット犬を金儲けの道具にしか使わないであろうことを危惧し、このロボット犬を正義のために役立てることを考え、自らも正義を守るヒーロー『ヤッターマン』となることを決意した。
一方イカサマ商売で活動資金を荒稼ぎする悪党・ドロンボー一味のもとに泥棒の神様を自称するドクロベーと名乗る謎の人物から「大金塊のありかを記したドクロストーンが4つに割れて地球の方々に散らばっていて、1つは自分が持っている。もし残り3つのドクロストーンを見付けることができたら、金塊は折半しよう」という申し出を受け、ドクロベーに従う。ドロンボーの計画を知ったガンちゃんたちは、ロボット犬＝ヤッターワンを駆って一味に立ち向かう。

## ストーリーフォーマット
1. ドロンボー一味がインチキ商売で稼いだ金でその商売にちなんだメカを作る。
  - インチキ商売の店舗にはシンボルのドクロマーク[注釈 4]が必ず付いている。この地下にメカ工場がある[注釈 5]。
  - インチキ商売で物を売りつける際の値段は概ね10万円と決まっている。まれに競売形式の商売もあり、中でも第14話では1億7,000万35円[注釈 6]を稼いだ。売る商品（サービス）の値段が10万円程度で追いつかない場合（車など）では、100万円になることもある。また、最初には安価または無料を謳い、後から多額の料金を要求することもあった。
  - 状況によって、第28話や第39話のようにドクロベーが資金援助をすることもあった[注釈 7]。またその逆に、第19話ではドロンボーが強奪した大量の札束[注釈 8]を没収したり、第78話では売上金の大半を没収するということもあった。

回が進むに連れ、第75話の「ガマの油」や第98話の「泣き売」といった、古典的なインチキ商売をすることもあった。
2. ガンちゃん（ヤッターマン1号）とアイちゃん（ヤッターマン2号）の2人（時折、オモッチャマ1人）がインチキ商売を嗅ぎ付け、店舗の赤いドクロマークでドロンボー一味の仕業と確信してから、潜入してドクロストーンに関する情報を入手する。
  - 地下のメカ工場への入り口は外から見える場合とカモフラージュされている場合があるが、どんなにうまくカモフラージュしてもオモッチャマが見つけ出す[注釈 9]。
3. ドロンボー一味はドクロベーの怪しげな情報を元にドクロストーン探しに出る。ヤッターマンはそれを追跡する。
  - 多くの場合、ドクロベーが指令を伝えた後に爆発し、ドロンジョたちの服がボロボロになる[注釈 10]。ただし、初期はテープやフィルムが消えるだけのことが多く、それに対しボヤッキー・トンズラーが、「○○は消える指令は残る、ほんにあなたは屁のような」、あるいは「声はすれども姿は見えず、ほんにあなたは屁のような」というのが定番だった。また終盤においてドロンジョの裸が露出すると、「アッ!見たわね、小林君と小林君のお父さん、後でお電話ちょうだいね」[4]や「目を消毒して早く寝なさい!」[5]などのように、視聴者に呼び掛ける台詞も散見されるようになった。
  - 多くの場合、メカが地上に出る際にインチキ商売の店舗を破壊するが、回によっては破壊せず、きれいに建物が割れてその間から飛び出してくることもある。
4. 先にご当地に着くドロンボー一味、地元のトラブルに乗じ、ご当地の悪人や心の歪んだ者を結託させ、言葉巧みにヤッターマンを陥れ、ドクロストーンと思しきものを詐取。
5. 誠意もしくは実力で危機を脱したヤッターマンと馬脚を露わしたドロンボー一味との戦闘。白兵戦[注釈 11]はヤッターマンが圧倒、メカ戦に移行し序盤はドロンボー一味が優勢だが、ヤッターマンの「メカの素」で生み出されたビックリドッキリメカ（ゾロメカ）で形勢逆転。そしてドロンボーメカは多くの場合ビックリドッキリメカに解体され爆発、もしくは自爆スイッチで爆破され[注釈 12]、ドクロ雲を残す[注釈 13]。最後にヤッターマンは勝利のポーズを決める。勝利のポーズは前期、中期、後期と大きく分けて3種類がある。
6. 多くは誤解に基づくご当地トラブルはドロンボー一味の成敗と共に無事解決し、奪還されたターゲットがドクロストーンでないことも判明する。そしてドロンボーとの結託者は改心するか、ご当地の警察などに御用になるかのどちらかとなる。本物は第14話と第34話で見つかっており、第34話ではヤッターマンが確保したものの、第84話でドロンボー一味に奪われている。
7. ドロンボー一味、3人乗り自転車（通称「タンデム自転車」「おしおき三輪車」）で敗走する途中、「おしおきだべぇ」の一言でドクロベーの「ママより怖いおしおきタイム」が始まる。おしおきの際、ドクロベーが「ミュージック」とコールすると、ベートーヴェンの『運命』のイントロ部分が、おしおきファンファーレとして流れ、直後におしおきが執行される。内容としては主に「動物に襲われる」、「ミサイルや爆弾に撃たれる」、「岩や隕石などの下敷きになる」、「檻に閉じ込められる」、「釜茹でや火あぶりにされる」、「水中や砂地獄に落とされる」というパターンが多い。変わったところでは、95話で逃亡の時に劇中でドロンジョが約束を破ったキーザーの軍隊に追いかけられるというものもあった[注釈 14]。後期には、「おしおきポーズ」が登場し、その決めセリフは「ドクポンタン」[注釈 15]。
  - 第17話や第47話では、おしおきに逆上した一味が「ドクロベーのスカポンターン!!」と叫ぶシーンもあり、その後とどめのおしおきをされている。
8. ヤッターマン、ナレーションと共に凱旋する。

本作品では2年と1か月、ほぼ毎回にわたって以上のフォーマットに則ったストーリー作りが通された。制作者側も後期エンディングテーマ「ドロンボーのシラーケッ」の歌詞などで、こうした「マンネリ」を自らネタにしてもいる。一方、前作でよく見られた「敗北した際の責任のなすりあい」は本作品では踏襲されず、また時折上記のパターンが破られることもあるなど、視聴者を飽きさせない工夫がされている。
後期に入るとナレーションの富山敬がBGMに合わせて歌うこともあった。歌詞はおおむね次のとおりであり「♪きょーうもゆーくゆーく 夕日のなーかーをー せーいぎーのみーかたーヤーッターマンー きーよくたーだしくうーつーくーしくー がんばーれー ヤッター ヤッターマーン」、時々サビの部分だけ歌って終わることもあった。第31話・第34話・第61話・第96話・第99話・第101話・第103話・第105話では、ヤッターマンの凱旋シーンが省略された。
上記のフォーマットは、テレビアニメ2作目でも概ね踏襲されている。

## 登場キャラクター

### ヤッターマン
本作品の主人公コンビで、2人揃って「ヤッターマン」。ヤッターワンを完成させた2人はドロンボー一味の悪巧みを知り、ヤッターマンとなって戦う。基本的に何らかの形でドロンボー一味の企みを察知する。
ガンちゃん / ヤッターマン1号
声 - 太田淑子
本名は高田 ガン（）。13歳。身長156.1cm、体重45.6kg。一人称は「俺」。父が経営する高田玩具店の一人息子。正義感と熱血漢に溢れる性格の持ち主だが、ドロンボーに対しては容赦がなく、悪党相手とはいえ、彼らを騙したり、悲惨な姿を見ようとするなど正義の味方らしからぬこともする。武器はケンダマジックだが、第37、38話のみタカトクが販売していたシュルシュルカッター（薄い物を切り裂く熱線銃。元は発泡スチロールを電熱線の熱で自在に切り取る工作用器具）も使用している。いつもは常に青色のツナギを着ており、変身する際は空に投げたツナギを裏返しに着装してヤッターマン1号となるが20話ではスーツが隣に落ちるハプニングに見舞われている。ドロンボー一味の前に姿を現す際は決め台詞（「ヤッターマンがいる限り、この世に悪は栄えない!」というパターンが多い）を発す。決め台詞後には歯をキラリと光らせるが、第62話では目と歯に続いて股間を光らせ、ドロンボーの3人をズッコケさせ、ドロンジョに「光ってりゃいいってもんじゃないよ!!」と言われた。後期以降からはドロンジョを捕まえて口説くシーンが定番になり、彼女の心を弄ぶが、アイちゃんの怒りを買い、お仕置きされる。注射が大嫌い。好きな人は王貞治。
第101話で描かれた50年後の姿では、白い髭を蓄え、腰痛持ちであり、ドロンジョと抱き合って満更でもない表情をしていた。

アイちゃん / ヤッターマン2号
声 - 岡本茉利
本名は上成 愛（）。12歳。身長148.6cm、体重40kg。一人称は「私」。ガンちゃんのガールフレンド。父が経営する上成電気店の一人娘。正確な誕生日については言及されていないが、第13話では誕生日を迎えている。1号同様正義感が強く愛に満ちているがドロンボーには容赦がなく、悪党相手とはいえ暴言を吐くなど正義の味方らしからぬこともする。武器はシビレステッキ。ガンちゃんと同じようにいつもは黄色のツナギを着ている。変身する際は空に投げたツナギを裏返しに着装する。決めゼリフ（まれに「ヤッターマンがいる限り、この世に悪は栄えないわよ」とブリっ子のように言う場合あり）の後に目をキラリと光らせる。2人の決めゼリフの後にドロンジョが「目医者と歯医者のコマーシャルやるな!!」などとしばしば反発する。また、第97話では上半身の至るところがキラキラ光る場面が見られた。第78話ではボヤッキーに決め台詞を先に言われて、ガンちゃんの胸にすがりついて泣き出した。稀だが一部の回ではボヤッキーやトンズラーとの戦いで二人にセクハラをされたり、第75話ではとっさの機転で自爆しようとするドクロベエのロボットを投げたボヤッキーにより下着姿にされたことがある。好きなスターは萩本欽一など。
シリーズ後半でドロンジョに「2号さん」と揶揄される。ガンちゃんとは相思相愛だが、ガンちゃんとドロンジョが良い雰囲気になるとしばしば嫉妬心を露わにし、シビレステッキで制裁することもあった。第101話で描かれた50年後の姿では、丸々と太って笑顔を絶やさない温厚なキャラクターになっていた。

オモッチャマ
声 - 桂玲子
サイコロ型ロボットで、ガンちゃんの父親が経営する高田玩具店のマスコット。身長1m、体重30kg。ロボットでありながら喜怒哀楽の感情を持つが、ガンちゃんには感情を否定されている。乾電池をエネルギー源とし頭からプロペラを出して時速70㎞で飛行することができる。ドロンボー一味のアジトに乗り込み、悪事を一番先に察知する役割。年齢は7歳で、小学2年の知能を持つ。
ドロンボー一味のインチキ商売を自ら手を下して暴いたこともあり（第28話）、さらにはインチキのからくりを逆に利用して悪戯をしたこともある（第38話）。一方でおませな一面もあり、インチキ商売の偵察中にドロンジョの美貌に目が行ってしまい、ガンちゃんに「ませてるんだから!」と一喝されたり（第7話）、ガンちゃんとアイちゃんのラブシーンを想像して2人に「ませすぎ!」と一喝されている（第86話）。成人男性を吊り上げることもできる（第81話）。
ヤッターキング用のメカの素を内部に格納していたこともあるが、1度取り出すと重すぎて自力では持てなくなり乾電池が切れる描写がある。ヤッターキングの内部仕様変更後は、椅子取りゲームを妨害された第66話を除き、メカの素を取り出す直接的な描写は見られない。少々生意気な一面もある。一人称は「ボッチ」で、語尾は「〜だコロン」。
第101話では、人間であるヤッターマンやドロンボー一味ばかりか、双方のメカも古くなった描写がされる中、オモッチャマだけ「ボッチは歳取らないから」とそのままの姿で出ていた。
ヤッターペリカン初登場の第14話から新ヤッターメカ登場までの間の第44話を除くペリカン出動話数、および第58話のエンディングでは、企画書時点での名称「サイコロン」でクレジットされている。第41話ではヤッターワンから「（サイ）コロンはうるさいの!」と言い返される場面がある。
第89話の予告の中で初めて「三悪」という言葉が登場している。

### ドロンボー一味
基本的にインチキ商売（時々、まっとうな商売をする）で活動資金を得て泥棒家業を働く、悪党にして自称・義賊。たまに本気なのか冗談なのか自分たちが「悪党」であることを忘れることもあり、正しい心の持ち主の話を聞いて感動したり、自分たちより悪人に対して「わいらより悪党だ」と発言した回がある。3人を合わせて「ドロンボー一味」と称する。宿敵の名でもあり、口癖でもある「やった」という言葉は彼らにとって縁起が悪い言葉ということで禁句となっており、言った後はほぼ必ず悲惨な目に遭っている。回によってはファンの力を借りるがうまく行かず、特に電話に関してはファンに恵まれず、場合によってはファンがヤッターマン側で彼らを騙して裏切られた回も存在する。ドクロベエからの理不尽過ぎるおしおきを受ける際、たまにいつか仕返ししてやると嘆いたり、「ドクロストーンなんか知らない！」と悪事を辞める発言をしたことがあるが次の回になるとそれが嘘だったかのように彼に忠誠を誓っている。
本放送の放映中は前作の『タイムボカン』のマージョ一味が改名したという設定だった。前作『タイムボカン』最終回で、マージョ一味は丹平たちの町から姿を消すが、そのエンディングテーマ曲の中で、次回作宣伝を兼ねてマージョたち自身により「もうタイムボカンはおわりだよ。でも次週からはドロンボー一味となって世界中のお宝をいただくんだよ。私はマージョ改めドロンジョ」「じゃ私はグロッキー改めボヤッキー」「ワルサー改めトンズラー」というコメントが入っている。
ドロンジョ
声 - 小原乃梨子
ドロンボー一味のリーダー兼お色気担当。身長173cm。24歳。「ドロンジョ様」「ドロンコ」などの呼称を持ち、金銀宝石を愛するドロンボー一味の女ボス。スタイル抜群で頭脳明晰な金髪碧眼の美女だが本シリーズ歴代女ボスの中でも最も特徴ある大きなフード型の仮面を被っている。初期ではインチキ商売の際は素顔のまま行っていたが、中盤以降ペルソナを付けたままで行っている。普段は髑髏型のキセルでタバコを吸い、吐き出す煙が髑髏状である。ヤッターマンが名乗る時や、ヤッターメカの出動時に悪態をつくことが多い。ただし、第88話でヤッターマン1号の瞳を間近に見て以降、1号に恋心を抱き、困惑することがしばしばあった。フライドポテトが好物で、第5話によるとネズミとコンニャクが大嫌い。子供のころ、ネズミに鼻を噛まれたことがトラウマで、それ以来ネズミが嫌いになった。コンニャク嫌いの原因は、昔、コンニャクを食べて中毒になったことらしい。戦闘は基本的にボヤッキーとトンズラーに任せているが第5話など一部の回では自ら戦いに参加したり、メカを操る回もある。口は悪く恩を仇で返すこともあるが根は情に篤く、さっぱりとした性格でいい話を聞いて涙を流すこともある。ボヤッキーとトンズラーをこき使うも一方で死んだと思うと悲しんだり、希によっては失敗を許すなどボスらしく面倒見が良い一面もある。主要人物の中で唯一過去の経歴が作中で語られていない。
ドロンボーが解散になった際、ボヤッキーとトンズラーに「いい女は振り返らないものなんだよ」と涙ながらに語っていた。
一方、ボヤッキーからは「売れ残り」（婚期を逃した女性という意味）、「お嫁のもらい手がない」などと、結婚できないことを揶揄されることがよくある。第91話では「黒い服を着て体は白くて売れ残るとシワシワになるもの」というなぞなぞに対し、「ドロンジョ様」と即答されたほどである（正解はナス）。
ネタのひとつに、ドロンジョのポロリシーンが多く見受けられる。
第101話で描かれた50年後の姿は、すっかり萎びてしまい、入れ歯をしていた。またヤッターマン1号からメカ戦を持ちかけられた際には「おトイレが近いから」と即座に受け入れた。遠慮なくヤッターマン1号に抱きつき、気があるところも見せるが、ヤッターマンに敗れたことを知るや、血圧が上がり過ぎて倒れてしまった。
1960年代のフランス映画「ファントマ」シリーズにヒロインとして出演した、ミレーヌ・ドモンジョがモデルとされる。

ボヤッキー
声 - 八奈見乗児
ドロンボー一味のメカ設計開発・作戦担当。フルネームはブツクサ・ボヤッキー。身長は第14話から第26話まではドロンジョより、長身に描かれていた。25歳。このフルネームは、3人の中で唯一第1話にて紹介された他、『ドクロベエさまに捧げる歌』においてネタとして使われている。福島県会津若松市出身。故郷におハナちゃんという恋人を残し、ドロンボー一味に入るため上京してきた。オネエ言葉で話し、女子高生好き。一人称は「アタシ」または「ボクちゃん」、ごくまれに「私」や「俺」の場合もある。売り上げをくすねるなどセコイところがあるが約束を守るなど妙に真面目な部分もある。後半に入ってからは、ナレーターのフレーズ「説明しよう」を多用するようになり、ドロンジョに「富山敬ちゃんの領域を奪うな」と言われたことがある。「全国の女子高校生の皆さん」やボタンを押す際の「ポチッとな」（第28話より多様）などの決まり台詞がある。物語の中期から後期にかけては、完成したメカを披露する際に「全国○×協会推薦です」の一言が入ることがある。第78話ではヤッターマンが述べる決めのセリフを先に口にしてアイちゃんを泣かせた。普段からゴーグルを着用している。メカ戦ではいつも余計な物や縁起の悪いメカを作ったり、変なところで拘ってその弱点を毎回ヤッターマンに見抜かれて返り討ちに遭うが一方で天才を称しているだけにごく僅かな資金でもヤッターメカと互角に渡るメカを作ったり、ゾロメカが出るまでは追い詰めることはできる。
ドロンジョに対しては、基本的に「ドロンジョ様」と様付けで呼び敬語で話すが、彼女が意気消沈したりヤッターマン1号にメロメロになってしまった際には「ドロンコ」と呼び、口調も荒々しくなる。
ボスのドクロベエに対して「ドクちゃん」と馴れ馴れしく呼んでは余計なことを言って怒りを買うことが多く、お仕置きを受けるときは「ドクベエ」と呼び捨てにして不満を嘆くことが多い。
第101話で描かれた50年後の姿では、すっかり萎びてしまっており、ゾロメカを出そうとファンファーレをやろうとしたところ、顎が外れてしまった。
最終回では、新ボスに推薦されたため、ドロンボーが解散することに一番納得しておらずドロンジョを説得する場面があるも、結局解散することになり、故郷で晴れておハナちゃんと結婚してソバ屋をひらいた。後の王道復古での彼は「今の生活を壊したくない」という理由で唯一レースの参加を断り、2人からの誘いも無視するほどであったが、ドロンボーのピンチに見ておられずに駆けつけ、危機を救った。
タイムボカンシリーズの三悪の中の頭脳担当（グロッキー、ボヤッキー、セコビッチ、コスイネンなど）は笹川ひろしがモデルの一人と言われている。

トンズラー
声 - たてかべ和也
ドロンボー一味の怪力担当。フルネームはスタコラ・トンズラー。30歳。ボヤッキーと同様に、フルネームは『ドロンボーの嘆き唄』においてネタに使われている。元プロレスラーで岩手県出身だが、関西弁を多用し語尾に「〜まんねん」を付けて話す。初期はボヤッキーを名前で呼んでいたがその後は『ボヤやん』と呼んでいる。
主に序盤のインチキ商売で料金を渋る客への恐喝や、現地でのドクロストーン探しで自分たちに協力しない人間（主にエピソードのゲスト）への脅かしや暴力を担当し、モブキャラやゲストキャラにはめっぽう強い。しかしヤッターマンには敵わず、ボヤッキー共々ボスのドロンジョに助けを求めて泣き縋るなど小心な部分もある。実はハゲているもしくはちょんまげだったことがある。また、頭が悪いので洞察力に劣る。ドクロベエのことを「ドクヤン」もしくは「ドクベエはん」と呼んでいる。
第101話で描かれた50年後の姿では、シビレステッキの電撃を受けて痛がるどころか気持ち良さそうにしており（ボヤッキーも同様）後の第2作目でもこの設定は使われた。

ドクロベー
声 - 滝口順平
「泥棒の神様」を自称する謎の男。三悪をそそのかしドクロストーンを探させる。その正体はドクロ惑星・XYZ星人という宇宙人で、地球誕生時の爆発に巻き込まれバラバラになった自分の体であるドクロストーンを集めさせるため、宝のありかがあると嘘を言った。一人称は「我輩」だがドロンジョに煽てられると少し裏返った声で「僕ちゃん」と呼び、『ボカンですよ』では「ワシ」と呼んでいる。通称は「ドクちゃん」「ドクベエちゃん」「ドクベエ」だが、本人は「馴れ馴れしい口調は嫌い」と発言している。毎回やられてぼろぼろのドロンボー一味に対し、趣向を凝らした「ママより怖いおしおき」を行う。
ドクロストーンの情報をドロンボー一味に与えて捜索させるが不正確な情報が多く、ドロンボー一味に無駄足を踏ませることが大部分。しかし、負けて敗走中のドロンボー一味へのおしおきに関しては割り切って必ず行う。ドロンボー一味がガセ情報について抗弁しても無駄であり（抗議に対して逆ギレすることの方が多い）、「これをやらないと、我輩飯がうまくねぇの!」・「おしおきを楽しみにしてるファンの身にもなれ!」・「これをやらんと、持病の魚の目が痛むの!」などと身勝手な理由付けをしたり、自分の情報が間違っていた侘びの印をやると言いつつも結果はおしおきとなる（例：「飲み物の大サービスをするだべ」と言いながらジュース攻め、「石焼き芋をご馳走するだべ」と言いながら「芋が無かったべ。お前たちを焼くベ!!」と言ってドロンボーを石焼きにするなど）など、おしおきは必ず執行される。作戦が成功してドクロストーンを手に入れたにもかかわらず「いつもやっていることなのでやっておかないと気持ち悪いから」という理不尽極まりない理由でおしおきを執行するが、このおしおきはドクロベーの唯一無二の趣味だった。また、話が進むごとにおしおきの内容がエスカレートしていき、その回の内容に合わせたおしおきも多くなっていった。
後半では、誤った情報を流したことに反省したり、お詫びとしてドロンボー一味に親切にしたりする場面が見られるが、結局おしおきを執行してドロンボー一味を痛い目に遭わせて楽しんでいるだけという腹黒い部分もある。
インチキ商売の売れ残りなどに似せたメカか映写機の映像で現れることが多い。指令が終わると『スパイ大作戦』のパロディで自爆することが多い。実はドロンジョのファンである。また、阪神タイガースのファンで、ドクロベーが（ドロンボーに指令を送りながら）見ていた阪神VS巨人戦では、サヨナラのチャンスで田淵が打席に立った時に「田淵、打つんだべぇ〜!」と声援を送るが、レフトの張本へのフライで阪神が引き分け、ドクロベーは不機嫌になった。
機嫌が良いと、指令を歌でやることもある（第21話、第23話、第49話、第78話など）。第83話では、ヤッターワンとヤッターマン1号に扮して登場した。通常は「成功を祈るだべぇ」と言って爆発・消滅するが、機嫌が悪い場合には「失敗を楽しみに」「おしおきを楽しみに」などと言う。後期には「成功を祈りつつおしおきを楽しみに（時折、「成功と失敗を祈ってるだべぇ」になる）」と混ざることも多かった。最終回で見せた人間の姿はロボットであった。
『王道復古』以降の作品ではこの姿でドロンボーの前に現れる。また30年後の第2作目ではカラーリングが変わっている。
放送当時の名前は「ドクロベー」であり、エンドロールでもそのように表記されていたが、『王道復古』以降の作品では「ドクロベエ」に変更されており、こちらにほぼ統一されている。

### その他
ナレーター
声 - 富山敬
要所要所で「説明しよう」などのフレーズで、様々な解説を行う。回が進むと「メカの素」などについては省略することもしばしばあった。基本的に主役のヤッターマンをえこひいきし、悪役であるドロンボーを貶す発言が多いがドロンボーたちから説明を任されると感謝する。
シリーズ後続作やリメイク作等の様な固有の名称は無く、ドロンジョから「富山敬ちゃん」と本名そのままで呼ばれる。
101話で描かれた50年後の世界でも同様に説明役を勤めているが、ヤッターゾウに搭載されているメカの数やメカの名前を忘れてしまったり、説明の途中で咳き込んだりしている。

## 登場メカ

### ヤッターマン側のメカ

#### ヤッターメカ
- コパンダ、ドジラ、よこづな以外の声は全て池田勝。
- 第45話までは出動したメカのみが表記された。第44話では「ヤッターワン・ペリカン」と表記された。なお、ヤッターアンコウは「ヤッターアンコー」と表記されている。第46話でヤッターキングが登場してからは、実際に登場しなかった第91話から第107話でも、ヤッターキングが表記された。ヤッターゾウ登場後は搭載メカを｢アクションメカ｣と呼ぶこともあった。

ヤッターワン
ガンちゃんたちが作り上げた犬型メカ。地上戦専用であり飛行能力はないが、水上航行が可能なため地球上のどこにでも移動できる。ホネ型のメカの素を食べてパワーアップ、様々な生き物（ワニ、アリ、カメ、カバ、ネズミ、スカンク）のゾロメカ「ビックリドッキリメカ」を出動させる。アイちゃんが大好きで、ガンちゃんやオモッチャマの命令は聞かないがアイちゃんの言うことだけは聞く。エンジンの起動は手動のクランクハンドル式であり、初期オープニングはガンちゃんがこれを回し起動させるシーンから始まる。他にも、頭部エンブレムから紐、エンブレムが開くとそれを引く手が出ていて、鼻の上の鐘に結び付けられていて、それが鼻の上の鐘を鳴らしている。また、ドロンボーのメカによって大穴を開けられたり、骨組みだけになったこともあるが、次の回ではもとに戻っている。
指の本数こそ少ないもののほぼ人間同様の動かし方ができる。41話ではヤッターアンコウに「ワンはグーしか出せない」と言われていたが毎出動回の勝利のポーズでは手をパーに開いているし実はチョキも出せる程度に器用に動く。さらに頭部の鐘を引く紐を持つ手もチョキが出せる。
自前の攻撃手段には尾の手前にあるノズルからの放水や、鼻からパチンコ玉のような弾を連射する「チンジャラ砲」がある。なお、OPや第2話の予告では、鼻から火炎放射を出す場面もあった。両手を使って戦うこともある。
生身の犬同様縄張り意識が強く、第4話では出動中に「帰り道がわからなくなったときのために」という理由で電柱におシッコを引っかけマーキングしている場面が見られた。また、物語の締めくくりに格好良く帰るところを途中でマーキングしてしまい、ナレーターから「あ〜あ、やったぁ…」とオチを付けられた話がある。
第45話でドロンボー側メカの巨大追跡型ドリルミサイルから逃げ切れずにドロンボーメカとともに巻き込まれる形で大破。その後、ガンちゃんによってヤッターキングに改造された。
また、第58話以降は神棚に祀られた「ヤッターワンの神」に礼拝してから出動するという描写がなされた回もあった。
- 企画時はクマをモチーフにしたデザインだった。
- ヤッターマンが両サイドのステップに乗って移動する方法は消防車のイメージであり、笹川ひろしのアイデアである。この乗り方は以下のメカにおいても行う。

ヤッターペリカン
ペリカン型メカ。初登場は第14話。主に飛行による移動を行い空中戦を得意とするが、車輪による陸上走行も可能である。水鳥モチーフということもあって水上走行も車輪に付いている外輪で可能で外輪は攻撃に転用することも可能なほど頑丈。甲高い声が特徴。メカの素はドジョウ型。鳥形のビックリドッキリメカ（初期においては「ビックショックメカ」と呼称）を作る。ヤッターキングが登場以降は、最終回の全機出動まで出動はなく、設定ミスでアンコウのメカの素を食べ、他のメカのようにレールを出してビックリドッキリメカを発進させた。
ワンとペリカンの設計者はガンちゃんの父で、機体は元来は彼の経営する「高田玩具店」のマスコットメカとして店頭掲示される予定だったが、何かの理由で頓挫し放置されたもの。このことは劇中でも言及されている。42話ではドロンジョから「ヤッターアヒル」と呼ばれていた。

ヤッターアンコウ
アンコウ型メカ。初登場は第27話。主に水中移動を行い水中戦を得意とするが、飛行や陸上移動も可能である。第28話では出動2度目にして宇宙に出動した。あんパン型のメカの素で魚類など水棲動物のビックリドッキリメカ（当初は「ビックラヒャックラメカ」とも呼称）を作る。ヤッターマンが内部に乗り込むことができる潜水艦メカであるが、他のヤッターメカ同様に機外に掴まって搭乗することもできる。ただし他の大抵のヤッターメカが肩部分に当る関節部に搭乗グリップがあるのに対しアンコウだけは肩に当る部分は収納式になっているので鬚部分をグリップとして掴むようになっている。通常の口以外にもコクピット内にある口からもメカの素を食べさせることができる。前期メカ3台中唯一本体側部の手の構造が完全なヒレ状になっていて人間のような手の表情はつけられない。
ドロンジョには「ヤッターナマズ」と呼ばれていた。なお、ヤッターアンコウがゾロメカを出すときのファンファーレは前作の『タイムボカン』で「今週のハイライト」の場面に使われていたものに、水泡音のエフェクトをかけたものである。武器はヤッターワン同様の放水や背びれのカッターなど。さらには口の中にハンマーや鉄鍋などの凶器を隠していた。ヤッターキングが登場以降は、第54話でヤッターキングに格納される形で出動した場合を除いて、最終回の全機出動まで出動はなく、設定ミスでペリカンのメカの素を食べた。
本機がガンちゃんの設計した初の単体メカとなる。

ヤッターキング
第45話で大破したヤッターワンをガンちゃんが1週間徹夜して改造したメカ。ヤッターワンより遙かに大型であり、後方に大幅に長くなった胴体部を持つ。ヤッターワンが後ろ足のみで立ち、前足を「両手」として使う二足歩行型だったのに対し、ヤッターキングは「両手」とは別に「四本足」を持つケンタウロス型のスタイル（手を含めると「六本足」）となった。第50話では直立もしている。通常ヤッターマンたちは口部分の外部側面に掴まって移動するが、2度の宇宙出動の際には内部に乗り込んだ。
首には人命救助犬セント・バーナードをモチーフとした樽が付けられている。この樽の中に鼓笛隊をモチーフとしたファンファーレメカが全部で10体入っている。
メカの素はヤッターワンと同様に骨型だが、パワーが10倍入っており、その分重量も10倍である。そのため投入方法は1号がジャイアントスイングで投入したり、オモッチャマが直接投入するほか、ゲストキャラクターが行うなど様々なパターンがあり、さらに第53話のみ、自分で飛行して投入するメカの素が登場した。ドロンジョには「ヤッターギャング」と呼ばれていた。ヤッターワン同様、様々な生き物のビックリドッキリメカを出すが、ヤッターワンのころによく出していたゾロメカ（カバやスカンク）を出すこともあれば、ヤッターワンのころとは違ったペンギン、ノミ、象などの生き物が出てくることもあった。また、赤鬼や河童、昔話の主人公である桃太郎、金太郎、浦島太郎が出てくることもあった。放水器から出すことも可能。チンジャラ砲や放水も、ヤッターワンから継承されている。大型化した代償としてワンでは登れたであろう急な山岳を乗り越えることができないという弱点が第69話であらわになり、飛行能力を持つヤッターゾウに出番を譲ることになる。
後に胴体部に他のヤッターメカを格納する母艦（もしくは移動要塞）としての機能も持つようになった。第54話でヤッターアンコウを格納したのが最初である。第58話からは毎回ヤッターパンダ&コパンダ、ヤッタードジラ、ヤッターブルをドラム式格納庫に収容して基地を発進するようになった。胴体部の前半分が上に持ち上がって格納メカを発進させヤッターマンたちは降下用の手すりを伝って各メカに搭乗する。

ヤッターゾウ
第91話より登場した、ヤッターキングの後継機となる大型のゾウ型母船メカ。この回から最終話まで出動している。ヤッターキング同様巨体で、これまでのメカと同様外部側面に掴まって移動するが、内部に乗り込むこともできる。他の作品に登場する同種のメカと異なりそれらに見られるような巨大な牙がなく牙にあたる部分には左右1対の大型サイレンが備えられている。外部に搭乗する際ヤッターマンたちはこの部位に足をかける。ダンボのように耳を駆使して飛行が可能。鼻からの放水が可能。キングと違い初登場の91話を筆頭に直接先に攻撃を仕掛ける場面は少なくビックリドッキリメカも出動させる場面はない。口癖は「だゾウ」。ブル、ドジラ、パンダ&コパンダ、よこづなを搭載している。各メカはヤッターキング同様ドラム式格納庫に収納されていて出動時には機体前部のハッチを開いて発進させる。勝利のポーズの後起こす地響きはキングをも上回る衝撃で、最終回はキングと並んで勝利の四股を踏んだ。
エンディングでは他の内蔵メカと同様にゲストキャストテロップの部分に記載されていた。

ヤッターパンダ&ヤッターコパンダ
声 - 滝沢久美子（コパンダ）
パンダ型のメカ。コパンダは名の通り子供で、普段はパンダのメルメット上に乗りサイレン両側のクランク手動で回して鳴らす。コパンダはパンダを「ちゃん」と呼ぶ。
コパンダ独自で行動する場面も時折見られ、特に初登場の折、ドロンジョが悪態をついてきたことへの仕返しに、吹きつけた笹笛でドロンジョの服を裂いて乳首を露わにさせており、さらにボヤッキーがズルした時も逆にヤッターマンが有利にするよう仕向けるなど見た目に反してえげつない一面も見せる。
初出動は初登場した第58話。動物園で飼われているパンダの餌であるサトウキビ型のメカの素で、野菜や果物をモチーフにしたビックリドッキリメカを作る。肩からフットボールタイヤを飛ばして攻撃する。ファンファーレはコパンダが咥えている笹笛を吹き鳴らす。
- コパンダが常に口に笹を咥えているのは、木枯し紋次郎のパロディ。

ヤッタードジラ
声 - 田中勝（第58話のみ富山敬）
恐竜（水竜）型の小型潜水艇メカ。第58話でその姿が披露され、初出動は第59話。脚部の足部分はスキー板状になっており、水上や雪山の滑走などが可能である。ひょうきんな印象を与える表情の顔ととぼけたしゃべり方が特徴で語尾に「○○ズラ」を付けて話すクセがある。ドラ焼き型のメカの素で日用品をモチーフにしたビックリドッキリメカを作るが、第90話では卵メカを出していた。他のヤッターメカとは違い、ゾロメカを複数種作ることがあり、これらを組み合わせて攻撃する。ヤッターアンコウと同様に内部に乗りこめるため、メカの素は口に放り込む以外にコックピット内にあるドジラの顔型レリーフの口からも食べさせることができる。尻からファンファーレメカの卵を産む。ファンファーレメカは鍵盤ハーモニカでの演奏が終わると卵に戻り跳び上がってドジラの尻の穴に戻る。ドロンジョに「ヤッターマヌケ」やビア樽と揶揄される回もある。

ヤッターブル
ブルドッグ型メカ。第58話でその姿が披露され、初出動は第63話。第64話では宇宙で戦った。逆立ちをした変わった姿で行動。少し恥かしがりやな性格だが、タフで一度噛み付いたら絶対に離さない。ヤッターワンと同じくアイちゃんが大好きでファンファーレメカも同じだが差別化で骨ではなくホットドッグ型のメカの素でビックリドッキリメカを作る。ドロンジョにはさまざまな名前で呼ばれる。出番は11回と一番少なく中期3台中唯一降下用の手すりでのヤッターマン搭乗シーンが挿入されていない。ヤッターゾウ登場以降は最終回まで出撃していない。

ヤッターよこづな
声 - 緒方賢一
横綱（闘犬）型メカ。初登場はヤッターゾウと同じく第91話。第91話以降のほとんどの回で出動している。金平糖のような突起がついた白い球形（番組内では白星型と説明していた）のメカの素でお菓子やパンなどをモチーフにしたビックリドッキリメカを作る。闘犬をモチーフした割には体格が異常に華奢であり、毎回悪玉メカと相撲をとるも負けてばかりいた。ドロンジョが「ヤッター前頭三枚目」、「ヤッターおむすび」または「ヤッターふんどしかつぎ」とおちょくる。
語尾に「○×でごんす」と言うことが多い。
第101話の50年後の設定では、すっかり古びてしまっており、メカの素がうまく飲み込めずにドロンジョに呆れられ、ビックリドッキリメカを出動させる段になっても、呼び出しが映るブラウン管は故障気味であった。

#### 出動するヤッターメカの選択
第27話-第47話
- 第14話から第26話までのヤッターワン・ヤッターペリカンの2機体制の間は、どちらを出動させるかについては特に描かれなかった。ただ、ヤッターワン出動時のみガンちゃん・アイちゃんの通常と異なる変身パターンが描かれていた。第27話でヤッターアンコウが登場して3機体制となってからは、ヤッターキングが登場する直後までは、基地における出動メカの選択シーンが描かれた。先の変身パターンはヤッターアンコウが登場してからも幾度か登場してはいるものの回数はそれほど多くはない。
- コンピュータシステムと連動した壷でサイコロモードのオモッチャマを振り、出た目の数が1、2ならヤッターワン、3、4ならヤッターペリカン、5、6ならヤッターアンコウを出動させた（2の目は一度も出ていない）。ただし、回によってはルーレット型システムやスロットマシン型システムが用いられた。決め台詞は「何出る、あれ出る、これが出る」。
- 第41話ではヤッターアンコウの提案でメカ同士でじゃんけんをして、ヤッターワンが出動した。
- 第44話ではオモッチャマが中途半端に止まって、1と4が出てしまったため、ワンとペリカンがそろって出動し、その際、ボヤッキーからは「卑怯だ」と言われた。
- 第46話および第47話では1が出てヤッターキングが出動する。第48話からは基地でのメカ選択シーンは描かれなくなった。

第58話-第90話
- 第58話から第79話まではグー子、チョキ子、パー子（声 - 滝沢久美子）による椅子取りゲームで、パンダ&コパンダ・ドジラ・ブルのいずれか一体を選択し発進させる。3人は揃って「何取る、これ取る、椅子を取る」と言いながら[注釈 33]椅子の周りを回る[注釈 34]。グー子が勝てばヤッターパンダ&コパンダが、チョキ子が勝てばヤッタードジラが、パー子が勝てばヤッターブルが出動する。
- 第66話では椅子取りゲームがドロンボーメカに妨害されたためいずれも発進できず、ヤッターキングが自らビックリドッキリメカを出動させて応戦した。
- 第80話から第90話まではお見合いダック（声 - 滝沢久美子）[注釈 35]が黒ラインを歩いてメカ選びをする方式が用いられたが、この間は回によっては出動メカの選択シーンが省略されている。
- 第91話以後、母艦がヤッターゾウに代わってからは出動メカの選択シーンは描かれていない。

#### ビックリドッキリメカ（ゾロメカ）
各ヤッターメカのピンチに際しガンちゃんの与える「メカの素」により、ヤッターメカの内部で大量生産される、毎度姿の異なる小型メカ。ワンとキングは大型メカを出すことも可能。
当初は「ビックリドッキリメカ（ワン）」「ビックショックメカ（ペリカン）」「ビックラヒャックラメカ（アンコウ）」と、ヤッターメカによって「正式名称」は若干異なっていたが、後に「ビックリドッキリメカ」に統一された。
- ドラムロールあるいはファンファーレの後に登場、例えば「ナベ！ナベ！ナベ！……（ナベメカ）」「ヒツジ！ヒツジ！ヒツジ！……（ヒツジメカ）」など、自分のモチーフになっているものの名前を延々と連呼しながら出てくる。ほとんどの場合ヤッターマンのエンブレムを身に着けている。よってたかってドロンボーメカに取り付き、切り刻んだり、喰い荒らしたりするなどして解体し、最後は爆発させる。
  - なお初期は、ネズミメカの「チュー、チュー、チュー……」や、アヒルメカの「クェッ、クェッ、クェッ……」のように、鳴き声のある動物の場合はその鳴き声を連呼しながら出てきた。また第50話で、桃太郎メカと金太郎メカと浦島太郎メカが登場した際には、それぞれの童謡を歌いながら出てきた。
- 初期は爆発前に退却してヤッターワンの口の中に帰還していたが、後に退却せずにドロンボーメカと共に自爆することが多くなる。
- 中期からはヤッターマンに対抗して、ドロンボー一味もその回のヤッターマン側に対抗したゾロメカを出すことが多くなる（例（カッコ内はその回でのビックリドッキリメカ）バリカン（羊メカ）、中学生用の鞄（ランドセルメカ）など）。身に着けているのはドクロマーク。ヤッターマンの裏をかいたつもりのようである。また、第17話では、ドロンジョの姿を模したゾロメカも登場している。
- 複数のゾロメカが登場するケースもあり、最初に出したゾロメカがピンチに陥った時、次に出したゾロメカによって形勢を逆転するというケース（第78話など）も見られた。
- 終盤はヤッターメカとドロンボー大型メカとの戦闘シーンはあまり見られなくなり、双方のゾロメカが合戦や歌合戦、クイズ合戦などで対戦し、負けた方の本体が自爆するというパターンに落ち着いてきた。
- 第96話では双方のゾロメカがより小さなゾロメカを発進させ、そのゾロメカがさらにそのまたゾロメカを発進させ、……という戦闘になった。
- 第101話では、ヤッターよこづながオモッチャマが食べさせたメカの素を喉に詰まらせ、どうにか飲み込んだあとに出てきたのは、ボロボロの煎餅メカが1体だけで、それもスロープを降りてくる途中で足を滑らせて転倒し、戦わずしてバラバラになった。ドロンボーに至ってはゾロメカすら用意されていなかった。なお、煎餅メカは次回第102話に実際に出動している。
- 最終回はヤッターキング以下全てのメカ[注釈 36]が登場、ヤッターキングのファンファーレと共にビックリドッキリメカ大行進となる[注釈 37]。
- ワンやペリカン、アンコウのビックリドッキリメカには、「コンチューター（ネズミメカ）」・「パワニー（ワニメカ）」・「コケッコン（ニワトリメカ）」・「フグレッター（フグメカ）」のような正式名称があったが、劇中では第9話でネズミメカが出た時、ボヤッキーが「アラ、『コンチューター』ってメカよ」と言ったことと、第29話でのイダテンチョー（ダチョウメカ）が使用されたのみ。なお正式名称は、1978年にケイブンシャから発売された『全怪獣怪人大百科・1979年版』（当時同大百科はアニメも取り上げていた）に掲載されていたり、タカトクトイスから発売された玩具やフジサキから発売されたプラモデルの商品名に使用されていたり、バンプレストのワンダースワン用ゲームソフト『ボカン伝説 ブタもおだてりゃドロンボー』の敵キャラクター名称で使用されていた。
- 番組中にドロンジョが視聴者からのお便りを紹介し、それによってゾロメカが中止になった回がある。

#### ファンファーレ担当メカ
ヤッターメカがビックリドッキリメカを発進させる際に演奏を行うメカ。劇中では名称は語られていない。ヤッターワン、ヤッターペリカン、ヤッターアンコウ、ヤッターキング、ヤッタードジラ、ヤッターブルに内蔵されている。
演奏メカの形態と演奏曲はメカごとに以下のとおりになっている。
- ヤッターワン：3匹の犬のドラマーによるドラムの演奏。第45話でヤッターワンが大破した際には無傷で放り出され、ヤッターマンたちとヤッターワンはこの3匹に引かれて帰還している。
- ヤッターペリカン：3羽のペリカンによるトランペットの演奏。
- ヤッターアンコウ：3匹のアンコウによるラッパの演奏。
- ヤッターキング：約10匹の犬（ヤッターワンと同じ形態）の合奏団による演奏で、曲目はロッシーニ作曲『ウィリアム・テル序曲』の第4部「スイス軍隊の行進」の冒頭部分。最終話ではヤッターキング自身はビックリドッキリメカを発進させなかったが、代表して演奏を行っている。
- ヤッタードジラ：1匹の恐竜型メカ（顔は卵の殻に隠れていて見えない）による鍵盤ハーモニカの演奏。曲目はヤッターキングと同じ。
- ヤッターブル：1匹のブルドッグ型メカによるドラムの演奏。メロディーはヤッターワンと全く同じ。

その他のメカについては以下のとおりである。
- ヤッターパンダの場合はコパンダがこの役を務めており、演奏専門のメカは装備されていない。曲目はヤッターキングと同じだが若干はしょっている。1回目は笹笛の音であったが2回目から別の楽器の音に変更された
- ヤッターよこづなの場合は化粧回しのパネルに登場する呼び出し（声 - 滝口順平）が行っている。

#### ヤッターマン基地
ガンちゃんとアイちゃんの家の近所にある、小さな古い家を改造して造った基地。元々この古民家は高田家と上成家とが絡む建物と土地らしく、完成前のヤッターワンはこの古家屋奥に放置されていたもので、ペリカンもその奥で建造中の骨組み状態だった。門は厳重に閉まっており、2人とオモッチャマは近くの古井戸から入る。ヤッターメカの格納庫は、ヤッターワンとヤッターペリカンまでの時代は、双方は別々の場所に格納していたが、ヤッターアンコウの登場後、3体は並列して並べ、ヤッターキングとヤッターゾウはこれらとは別の場所に格納した。またワンが大破後、基地内にワンを象った「ヤッターワンの神」が祭られ、出撃前にお祈りをしていた。なおこの「神」には、第34話でヤッターマンが入手したドクロストーンの一片を隠している。
通常の出撃方法は次の通り。
- ヤッターワン・ヤッターキング・ヤッターゾウ：基地の壁が左右に開いて出撃する。なおヤッターキングとヤッターゾウは機体が大きいので、壁の上の部分が上に移動して、さらに出撃口を大きくする。
- ヤッターペリカン：屋根の片方（正面向かって左）が開いて、飛びながら出撃する。
- ヤッターアンコウ：ヤッターマンを乗せたまま基地地下の出撃場へ移動し、回りから出された水が溜まった所で出撃口が開き、基地近くを流れる川に入って出撃する。

また宇宙への出撃時には、次のような方法で出撃した。
- ヤッターアンコウ（第28話）：川までの移動は通常と同じだが、その後空中へ舞い上がり、目的地の月まで向かった。
- ヤッターキング（第64・76話）：基地自体が左右に開いて出撃レールが現れ、キングが垂直に飛び上がる。
- ヤッターゾウ（第93話）：基地近くから長いレールが坂のように伸び、ゾウがそのレールを伝わって飛び上がる。

所在地は極秘であるため、ドロンボー一味にも知られなかったが、第84話でギローマへ出動中のドロンボーが、盗聴後に帰還しようとしたオモッチャマを発見したため後を追い、オモッチャマをハンマーで殴って気絶させた後に隠していたドクロストーンの一片を取り返した。

### ドロンボー側のメカ

#### ドロンボー一味の巨大メカ
第1話でのレストラン→台所用品をモチーフにしたダイドコロンなど、その話のインチキ商売がテーマとなっているデザインのものがほとんど。インチキ商売で得た資金を元手に、全てボヤッキーが設計し、トンズラーと共同で製作している。操縦と攻撃も主にボヤッキーの役目だが、ドロンジョやトンズラーも操縦や攻撃を担当することがある。コアとなるメカが基本的に存在しないが、第55話および第57話では、コアメカらしき物があった。コクピットの背後にはドロンジョ専用のバスルームがある。まれに、「予算の関係」だと言って、冷凍食品が積んでいたことが2度ほどあった。中盤からは視聴者からのアイディアによるメカ、さらに「全国○○協会推薦メカ」が登場するようになる。
脱出用一輪車（3台連結式）ドロンボー一味が敗北しメカが爆発した後、帰還するために使用する自転車。3人で「エイホ」と声を掛け合いながら漕ぐ。特に固有の名称はない（作中ではドロンボー一味に「自転車」と呼ばれている）が、先頭部分にドクロベーからの受信機が付いており、大体これを漕いでいる際にドクロベーのおしおきを受けるため「おしおき三輪車」と通称されている。
ビックリドッキリメカに破壊されたことがあったが、帰還する際には登場して乗っている。
構造は縦列3輪で一輪車を3両繋いだ構造をしているが、ステアリング機構が備わっていない他、何らかの噴射機構のような物を3基備えているように見えるが詳細については作中でも触れられていない。
バリエーションとして、気球が付いている物や、ハングライダー状になっている物や、プロペラ付きの物もある。また宇宙用では、小型ロケットの上に自転車の上部が付いている物がある。

#### コクピットメカ
なんまんだぶ
声 - 富山敬
袈裟をつけた坊主型ドクロのメカ。第38話と第45話に登場。「なーんまーんだぶ」と連呼したり、木魚を叩いて「御愁傷様」と言うものの2パターンがあり、第38話と第45話ではデザインも若干違う。

ドッチラケメカ
声 - 田中勝
おだてブタが登場する前の主力メカで、ドロンボーの誰かが下らないことを言った時、またはメカ爆発時などに「シラーケ」「ドッチラケ」「ちんちろりんのドッチラケ」と言って登場する骸骨型のメカ。頭頂部にリボンを結い蝶ネクタイを締め赤いプリーツスカートを穿き顔にはナマズのような細いヒゲが生えている。後期主題歌のオープニングの内蔵メカ3体揃い踏みシーン、エンディングのラストのシーンにも登場する。

アクション予報メカ
声 - 富山敬
ゲタの形をしたメカで天気予報風に戦いの結果を予言する。第50話などに登場。なお、戦いの結果を予想するのを目的とした装置は、「オタスケマン」にて再登場することとなる。

おだてブタ
声 - 富山敬
本作品の代表的なコクピットメカ（キャラクター）の一つだが登場は遅く、初登場は第60話。♂ブタ型のコクピットメカで、ヤシの木を登って「ブタもおだてりゃ木に登る」と言う。
ボヤッキー曰く、「おだての波長を感知して反応するメカ」（ただし、1度だけ間違えたタイミングで登場してドロンジョにつっこまれた）とのことで、主にボヤッキーがドロンジョにメカの出来栄えを褒められ、得意気になった頃合いに現れることが多い。だいたい最後は爆発に巻き込まれて吹き飛ばされるが、他の2体（お褒めブタ・なげきブタ）とともに爆発前に逃げ出したこともある。のちにテーマ曲も作られている。時々ボヤッキーが真似することもあり、この時メカではないブタが木に登ろうとしたことがある。
また第101話では50年後のおだてブタが登場し、最終回（第108話）では製作者であるボヤッキーの荷物の中にまぎれていた。
「ゼンダマン」第2話にも特別出演し、このときアクダマンの服装が一瞬ドロンボーとなった。

お褒めブタ
声 - 富山敬
第65話にて初登場。ドクロの扇子を持ち、赤いちゃんちゃんこを着たブタメカシリーズ第2弾。ドロンボーが面白いことを言うと、「ハハハァ、ここんち又上手!うまいなァ!」と囃す。第74話では、ヤッターマン側のゾロメカによって細切れにされた。

なげきブタ
声 - 富山敬
第67話にて初登場。負けそうになったり、ボヤッキーがドロンジョに叱られると現れる、おばさんブタ型コクピットメカ。おだてブタ、お褒めブタと違い、色は赤。「ヒーン、カワイソカワイソ。なぜなぜこの世に生まれたの」と言ったあとに鼻をかむ。時折台詞が変わることがある。第75話では、ヤッターマン側のゾロメカに熱攻めにされた際に登場し、この台詞を言った後ドロドロに溶けてしまった。

ドクロファンファーレ
第13話にのみ登場。前作『タイムボカン』からスライド出演。ドロンジョが「さあ、『今週のハイライト』（これも前作より）だよ」と言うと登場。この時ドロンジョは、「アラ、何となく懐かしいねぇ」と言った。

名称不明のカラス
第58話にのみ登場。3羽のカラスが出てきて「アホー、アホー、アホー」と歌うと引っ込む。

トリオ・ザ・ビックリ
声 - 富山敬
第99話で出てきた三人組のメカで「ビックリー」「トックリー」「シャックリー」と歌う。

アキレカエル
声 - 西川幾雄
第106話にのみ登場した帽子をかぶった紳士風のカエル型メカ。

## 登場キャラクターのその後
本作品のキャラは、後にリバイバル企画『タイムボカン王道復古』のOVAにおいてその後が描かれた。三悪についてはCD『タイムボカン名曲大全』で、タイムボカン王道復古までの解散後のエピソードを聞くことができる他、平成タイムボカンでは再びドロンボーを結成し主役を務めている。
- ガンちゃんとアイちゃんは結婚し、見ている方が恥ずかしくなるほどのアツアツ新婚生活（いわゆる「バカップル」）を送っていた。オモッチャマがドロンボー復活を知らせに駆け込んできても、相手にしてもらえなかった。なお、普段の服装はツナギではない。
- ヤッターキングは再度改修され、ヤッターワンFZ（ファイナルゼット）へとパワーアップ。全身にミサイルポッドなどの強力な武器を装備している。
- ドロンジョも西麻布のスナックのママを経た後、ドロンボーのメンバー以外の男性と結婚し、既に子持ちとなっていた。7歳を筆頭に5人の年子がいるという。
- ボヤッキーはドロンボー解散後、一時期六本木のホストクラブで「ヘルニアのボヤ」という有名売れっ子ホストになるが、その後は故郷・会津若松市に住む恋人・おハナちゃんと結婚し喜多方蕎麦屋を国分寺市で経営する。『王道復古』の作中ではガッチャマンのメンバーと南部博士にコロッケそばを食い逃げされていた。『平成タイムボカン』ではハッピーという名前の娘も登場する。
- トンズラーはウサギ売りのテキ屋をやっていたが、その後芸能プロダクションのマネージャーに転職し辣腕を振るっている。

## スタッフ
- 製作 - 吉田竜夫[注釈 41]（第1話 - 第36話）、吉田健二（第37話 - 第108話）
- 企画 - 鳥海尽三、酒井あきよし
- 原作 - タツノコプロ企画室（連載誌 - 『てれびくん』[注釈 42]、『小学館学習雑誌』）
- 音楽 - 神保正明、山本正之
- 協力 - 魔人社音楽工房（第1話 - 第58話）
- チーフディレクター→総監督 - 笹川ひろし（全話）、原征太郎（第1話 - 第45話）
- プロデューサー - 柴田勝（第1話 - 第58話）、永井昌嗣、加藤長輝、内間稔、大野実
- キャラクターデザイン - 天野嘉孝、中森恵子、高田明美
- メカニックデザイン - 大河原邦男
- 美術担当 - 岡田和夫、横瀬直人
- 録音ディレクター - 鳥海俊材（ザック・プロモーション）
- 録音 - 高橋久義（新坂スタジオ）
- 効果 - 加藤昭二（アニメサウンドプロダクション）
- 現像 - 東京現像所
- 制作協力 - アニメルーム・読売広告社（ノンクレジット）
- 制作担当 - 内間稔、鈴木利幸、大野実（読売広告社）、嘉義良隆、小林正典、中野政則、横尾潔（タツノコプロ）
- 制作デスク - 横尾潔
- 制作 - フジテレビ、タツノコプロ

## 主題歌
レーベルはすべてビクター音楽産業。特に「ヤッターマンの歌」は山本正之の歌唱作品としては最大の50万枚を超える売り上げを記録した。
「ヤッターマンの歌」「天才ドロンボー」を収録したシングルは、リメイク版アニメ放送に際して2008年にJVCエンタテインメントのflying DOGレーベルからCDで復刻された。その際、『タイムボカン王道復古』のために制作された「ヤッターマンの歌'93」が追加され、それぞれのカラオケも収録されている（「天才ドロンボー」のカラオケのみモノラルでの収録）。
オープニングテーマ1「ヤッターマンの歌」（第1話 - 第58話）
作詞 - 若林一郎 / 補作詞・作曲 - 山本正之 / 編曲 - 神保正明 / 歌 - 山本まさゆき、少年少女合唱団みずうみ
初代オープニング。
歌詞冒頭部分のフレーズは「ウー ジンジンジン」が正しいが、オープニング映像中の歌詞テロップでは「ウー チチンチン」と誤表記されている。
映像は第1話 - 第46話で使用されたヤッターワン登場版と、作中でヤッターキングが登場してからオープニング曲が変更されるまでの期間（第47話 - 第58話）に暫定的にで使用されたヤッターキング登場版の2種類が存在する（後述）。
リメイク版の最終話としても使用された。また、ヤッターマン2号の服装がピンクから薄い黄色になっているシーンがある。
オープニングテーマ2「ヤッターキング」（第59話 - 第108話）
作詞・作曲 - 山本正之 / 編曲 - 神保正明 / 歌 - 山本まさゆき、スクールメイツ・ブラザーズ
ヤッターキング登場に伴って主題歌が変更された。
ヤッターゾウとヤッターヨコヅナが登場した第91話以降も、主題歌と映像の変更は行われていない。
リメイク版の第1話では、アイちゃんの携帯電話の着信メロディとして同曲のBメロが流れていた。
エンディングテーマ1「天才ドロンボー」（第1話 - 第58話）
作詞・作曲 - 山本正之 / 編曲 - 神保正明 / 歌 - 小原乃梨子、八奈見乗児、たてかべ和也
初代エンディング。
シリーズであることを強調するため、前奏や間奏を『タイムボカン』のEDである「それゆけガイコッツ」のものを流用している。このベースの旋律が三悪の象徴として扱われるが、実際にはテレビシリーズのエンディングテーマとして使用されたのは「それゆけガイコッツ」と「天才ドロンボー」のみで、さらに三悪の声を担当した声優が歌ったものは後者のみ。
映像の中でドクロベエが見ているテレビ画面には前作『タイムボカン』のメカブトンが映っている。
劇中ではメカを作る際によく歌われていた。
エンディングテーマ2「ドロンボーのシラーケッ」（第59話 - 第108話）
作詞・作曲 - 山本正之 / 編曲 - 神保正明 / 歌 - 小原乃梨子、八奈見乗児、たてかべ和也 / セリフ - 滝口順平
2代目エンディング。
オープニング映像中のテロップではタイトルが「ドロンボーのシラーケ」と表記されている。
Yahoo!動画など動画サイトでの配信やカートゥーンネットワークの再放送などでは、エンディングは初回から音声のみ本曲に差し替えて放送される場合がある。Yahoo!動画での配信時、『タイムパトロール隊オタスケマン』第6話のエンディングとして誤って使用された時期がある。
1997年の山本のアルバム「アニメの大王」では、「天才ドロンボー」とメドレーで繋げた上に両曲を合体させた「天才ドロンボーのシラーケッ」として山本自身がセルフカバーしている。
挿入歌
「ドクロベエさまに捧げる歌」
作詞 - 若林一郎 / 作曲 - 山本正之 / 編曲 - 神保正明 / 歌 - 山本まさゆき、小原乃梨子、八奈見乗児、たてかべ和也
自転車で逃亡する際に、このインスト型がよく流れる。山本正之が歌う歌入りバージョンは劇中では使用されていないが、第9話、第10話では三悪がインスト型に歌を乗せている。
2008年発売の企画アルバム「ドロンボー伝説」では、山本に代わり、小原がヴォーカルを務め、八奈見・たてかべはコーラスを担当している。
「ヤッターマン・ロック」
作詞 - 若林一郎 / 作曲 - 山本正之 / 編曲 - 神保正明 / 歌 - 山本まさゆき、少年少女合唱団みずうみ
インスト型が白兵戦シーンやグー子、チョキ子、パー子による椅子取りゲームのシーンでよく使われる。なお、歌入りのバージョンは第33話の冒頭で聴くことができる。
「それゆけガイコッツ」
タイムボカンのED。一度だけ、ドロンボーがメカを作るときに歌い、「ダイナモンドみたいなメカ」とドロンボーが懐かしむ場面でBGMとして使われたことがある。
「おだてブタ」
作詞 - 松山貫之 / 作曲・編曲 - 筒井広志 / 歌 - 筒井広志、スクールメイツ・ブラザーズ
第80話で初登場し、サビ前の部分で「おーい、○○も見てるぞ〜」と写真付きでいろいろな人物が紹介されている。ドロンボーやナレーションが歌う回もあった。メロオケも存在しているが、作曲者が違うためサウンドトラックCDには入っていない。
「ドロンボーのなげき唄」
作詞 - 松山貫之 / 作曲 - 山本正之 / 編曲 - 神保正明
歌 - 小原乃梨子、八奈見乗児、たてかべ和也 / セリフ - 富山敬（2008年版は山寺宏一）、滝口順平
アナログ17cmシングル盤「おだてブタ」のB面だったが、作中では使用されていない。

### 幻の中期オープニング
第46話でヤッターキングが初めて作中に登場してから第59話でオープニング主題歌が「ヤッターキング」に変更されるまでに13話のブランクが生じている。この期間（第47話 - 第58話）、主題歌は「ヤッターマンの歌」のまま、映像のみヤッターキングが登場する新作画に差し替えられたオープニングが暫定的に使用されていた。このOPでは一部分でヤッターペリカンやアンコウも登場している。
VHS・LD・DVDなどの映像ソフトや近年の再放送用素材においては該当話数のオープニングは全て前期オープニングに差し替えられており、この中期オープニングは未収録となっている。DVDではノンテロップ版の映像のみが最終巻の特典扱いで収録されているが、音声は前期オープニングのものが流用されておりオリジナルものとは異なる。
フィルム納品時代に地方局再放送用に貸し出された16ミリフィルムの中には中期オープニングの素材が残っているものがあり、近年では2002年にサンテレビで行われた再放送で映像が確認されている。

## 各話リスト
- 演出が2名居る場合は、前者が絵コンテ担当。1名の場合は演出・絵コンテを兼任。ただし、エンディングテロップでは「演出」と連名表記。

| 話数                       | 放送日        | サブタイトル                   | 脚本                | 演出                  | 作画監督     |
| -------------------------- | ------------- | ------------------------------ | ------------------- | --------------------- | ------------ |
| 第1話                      | 1977年 1月1日 | ヤッターマン出動だコロン       | 鳥海尽三            | 笹川ひろし            | 宇田川一彦   |
| 第2話                      | 1月8日        | プジィプトの水売り娘だコロン   | 鈴木良武            | 奥田誠治 後藤雷太     | 芦田豊雄     |
| 第3話                      | 1月15日       | フロダリビーチの大王だコロン   | 山本優              | 石黒昇 後藤雷太       | 芦田豊雄     |
| 第4話                      | 1月22日       | 北極海のアザラシだコロン       | 山本優              | 奥田誠治 長谷川康雄   | 宇田川一彦   |
| 第5話                      | 1月29日       | イルカ王国の宝だコロン         | 石井喜一            | 石黒昇 後藤雷太       | 宇田川一彦   |
| 第6話                      | 2月5日        | トンカの神殿を守るコロン       | 鈴木良武            | 布川ゆうじ            | 田中英二     |
| 第7話                      | 2月12日       | レオのカーニバルだコロン       | 陶山智              | 石黒昇 長谷川康雄     | さかいあきお |
| 第8話                      | 2月19日       | イマラヤの雪男だコロン         | 山本優              | 奥田誠治 後藤雷太     | 海老沢幸男   |
| 第9話                      | 2月26日       | アフリシャ探検だコロン         | 掘田史門            | 大貫信夫              | 大貫信夫     |
| 第10話                     | 3月5日        | ナス湖のナッシーだコロン       | 山本優              | 小林三男 長谷川康雄   | 宇田川一彦   |
| 第11話                     | 3月12日       | ナゾの三角領域だコロン         | 山本優              | 原征太郎              | みぶおさむ   |
| 第12話                     | 3月19日       | トースター島の秘密だコロン     | 佐藤和男            | 奥田誠治 後藤雷太     | 宇田川一彦   |
| 第13話                     | 3月26日       | びっくりアマゾメスだコロン     | 毛利元              | 真下耕一              | -            |
| 第14話                     | 4月2日        | 大怪盗ドンパンだコロン         | 山本優              | 芦田豊雄 長谷川康雄   | 芦田豊雄     |
| 第15話                     | 4月9日        | ナイプスの少女だコロン         | 平和元              | 布川ゆうじ            | 田中英二     |
| 第16話                     | 4月16日       | ヤメタイ国の女王だコロン       | 毛利元              | 石黒昇 後藤雷太       | 宇田川一彦   |
| 第17話                     | 4月23日       | ビートラズは歌うでコロン       | 山田ひろし          | 芦田豊雄 長谷川康雄   | 海老沢幸男   |
| 第18話                     | 4月30日       | 赤ちゃんパンダが生れるコロン   | 原田益次            | 真下耕一              | -            |
| 第19話                     | 5月7日        | ああ！フンバルジャンでコロン   | 山本優              | 布川ゆうじ 真下耕一   | 田中英二     |
| 第20話                     | 5月14日       | 暗黒街のカッポレだコロン       | 山本優              | 奥田誠治 後藤雷太     | 宇田川一彦   |
| 第21話                     | 5月21日       | 燃えよ！レッドスリーだコロン   | 掘田史門            | 奥田誠治 長谷川康雄   | アベ正己     |
| 第22話                     | 5月28日       | ナイババの宝だコロン           | 鈴木良武            | 大貫信夫              | 大貫信夫     |
| 第23話                     | 6月4日        | フラダースの猫だコロン         | 小出良一            | 奥田誠治 後藤雷太     | 入間市       |
| 第24話                     | 6月11日       | ナイチンガールは天使だコロン   | 鈴木良武            | 奥田誠治 長谷川康雄   | 宇田川一彦   |
| 第25話                     | 6月18日       | ナゼカ平原の宇宙人だコロン     | 鈴木良武            | 芦田豊雄 野村和史     | 海老沢幸男   |
| 第26話                     | 6月25日       | 狼女がやって来たコロン         | 掘田史門            | 真下耕一 大貫信夫     | 大貫信夫     |
| 第27話                     | 7月2日        | 地底国の大冒険だコロン         | 山本優              | 布川ゆうじ 原征太郎   | 田中英二     |
| 第28話                     | 7月9日        | 月世界のかぐや姫だコロン       | 毛利元              | 石黒昇 長谷川康雄     | アベ正己     |
| 第29話                     | 7月16日       | ソーケー牧場の決闘だコロン     | 石井喜一            | 奥田誠治 野村和史     | 林政行       |
| 第30話                     | 7月23日       | キングモングの島だコロン       | 山本優              | 原征太郎              | 田中英二     |
| 第31話                     | 7月30日       | ドビンソン・クロースルだコロン | 吉田喜昭            | 芦田豊雄 長谷川康雄   | 海老沢幸男   |
| 第32話                     | 8月6日        | 南極点のドクロだコロン         | 桜井正明            | 奥田誠治 野村和史     | 芦田豊雄     |
| 第33話                     | 8月13日       | モーロック・オームズだコロン   | 山田ひろし          | 布川ゆうじ            | 田中英二     |
| 第34話                     | 8月20日       | 謎のヘンクツ王だコロン         | 山本優              | 奥田誠治 野村和史     | アベ正己     |
| 第35話                     | 8月27日       | 海底ほとほとマイルだコロン     | 鈴木良武            | 大貫信夫              | 大貫信夫     |
| 第36話                     | 9月3日        | ハルメンカスバに帰るコロン     | 竹内進              | 奥田誠治 野村和史     | 林政行       |
| 第37話                     | 9月10日       | ケチスの商人だコロン           | 山本優              | 真下耕一              | 田中英二     |
| 第38話                     | 9月17日       | 忍者サスケは男だコロン         | 毛利元              | 奥田誠治 長谷川康雄   | 宇田川一彦   |
| 第39話                     | 9月24日       | エカコシストだコロン           | 山本優              | 富野喜幸 長谷川康雄   | 芦田豊雄     |
| 第40話                     | 10月1日       | ブーブルースのカップだコロン   | 是恒雄太            | 大貫信夫              | 大貫信夫     |
| 第41話                     | 10月8日       | ピノッキンは良い子だコロン     | 掘田史門            | 奥田誠治 長谷川康雄   | 宇田川一彦   |
| 第42話                     | 10月15日      | 国際列車パニックだコロン       | 竹内進              | 奥田誠治 野村和史     | 宇田川一彦   |
| 第43話                     | 10月22日      | 白鳥の王子だコロン             | 鈴木悠紀            | 奥田誠治 長谷川康雄   | 宇田川一彦   |
| 第44話                     | 10月29日      | ドロンボー三銃士だコロン       | 鈴木良武            | 芦田豊雄 長谷川康雄   | 海老沢幸男   |
| 第45話                     | 11月5日       | 雪女の秘密だコロン             | 石井喜一            | 奥田誠治 野村和史     | 林政行       |
| 第46話                     | 11月12日      | アイアムテルは勇者だコロン     | 小出良一            | 芦田豊雄 案濃たかし   | 酒井あきお   |
| 第47話                     | 11月19日      | 家あり子の冒険だコロン         | 海老沼三郎          | 奥田誠治 長谷川康雄   | 宇田川一彦   |
| 第48話                     | 11月26日      | 死のレースに挑戦だコロン       | 山田ひろし          | 野村和史              | 海老沢幸男   |
| 第49話                     | 12月3日       | オニエ山のスッテン童子だコロン | 山本優              | 奥田誠治 長谷川康雄   | アベ正己     |
| 第50話                     | 12月10日      | 柿太郎の鬼退治だコロン         | 平和元              | 奥田誠治 野村和史     | 林政行       |
| 第51話                     | 12月17日      | カエルの王子様だコロン         | 掘田史門            | 奥田誠治 長谷川康雄   | 酒井あきお   |
| 第52話                     | 12月24日      | 海賊船長ジルバーだコロン       | 山本優              | 芦田豊雄 長谷川康雄   | 海老沢幸男   |
| 第53話                     | 12月31日      | 怪力ヒネクレスだコロン         | 鳥海尽三 鈴木良武   | 奥田誠治 野村和史     | 宇田川一彦   |
| 第54話                     | 1978年 1月7日 | 赤鯨を狙えだコロン             | 鈴木良武            | 芦田豊雄 長谷川康雄   | 林政行       |
| 第55話                     | 1月14日       | カン流島の大決闘だコロン       | 佐藤和男            | 押井守 野村和史       | 海老沢幸男   |
| 第56話                     | 1月21日       | ピンクペアのベルトだコロン     | 毛利元              | 奥田誠治 長谷川康雄   | 酒井あきお   |
| 第57話                     | 1月28日       | カッパ河原の決戦だコロン       | 平和元              | 奥田誠治 野村和史     | 中村たかし   |
| 第58話                     | 2月4日        | 舌切りインコだコロン           | 山本優              | 笹川ひろし 長谷川康雄 | 林政行       |
| 第59話                     | 2月11日       | ボケトルマン参上だコロン       | 佐藤和男            | 押井守 野村和史       | 海老沢幸男   |
| 第60話                     | 2月18日       | アタランデスの海坊主だコロン   | 毛利元              | 布川ゆうじ 長谷川康雄 | 酒井あきお   |
| 第61話                     | 2月25日       | マンジュとスシ王だコロン       | 山本優              | 奥田誠治 案濃たかし   | 林政行       |
| 第62話                     | 3月4日        | 空飛ぶ孫六空だコロン           | 山本優              | 芦田豊雄 長谷川康雄   | 海老沢幸男   |
| 第63話                     | 3月11日       | イヤミ重太郎だコロン           | 山本優              | 環忍 長谷川康雄       | 中村たかし   |
| 第64話                     | 3月18日       | タコの惑星だコロン             | 山本優              | 八尋旭 案濃たかし     | 落合正宗     |
| 第65話                     | 3月25日       | らしょう門の鬼だコロン         | 酒井あきよし        | 八尋旭 長谷川康雄     | 落合正宗     |
| 第66話                     | 4月1日        | ハレマンジャロの大爆発だコロン | 西島大              | 八尋旭 福村典義       | 楠田悟       |
| 第67話                     | 4月8日        | 剣道一直線だコロン             | 掘田史門            | 芦田豊雄 案濃たかし   | 酒井あきお   |
| 第68話                     | 4月15日       | 雪の女王だコロン               | 鈴木悠紀            | 野村和史 福村典義     | 楠田悟       |
| 第69話                     | 4月22日       | マボロスト山征服だコロン       | 鈴木良武            | 芦田豊雄 福村典義     | 海老沢幸男   |
| 第70話                     | 4月29日       | くらい山のひよ若丸だコロン     | 酒井あきよし        | 八尋旭 植田秀仁       | 大貫信夫     |
| 第71話                     | 5月6日        | 泣き虫鉢かぶり姫だコロン       | 佐藤和男            | 八尋旭 長谷川康雄     | 林政行       |
| 第72話                     | 5月13日       | ネムール森の美女だコロン       | 高木良子            | 環忍 長谷川康雄       | 楠田悟       |
| 第73話                     | 5月20日       | 釜ゆでゴエモンだコロン         | 山本優              | 山田朝吉 案濃たかし   | さかいあきお |
| 第74話                     | 5月27日       | ハシレメドスの友情だコロン     | 山田ひろし          | 八尋旭 福村典義       | 楠田悟       |
| 第75話                     | 6月3日        | 忍術ジライヤだコロン           | 鳥海尽三 海老沼三郎 | 芦田豊雄 案濃たかし   | 海老沢幸男   |
| 第76話                     | 6月10日       | 天の川の決闘だコロン           | 酒井あきよし        | 芦田豊雄 案濃たかし   | さかいあきお |
| 第77話                     | 6月17日       | 銅仮面だコロン                 | 鈴木良武            | 長谷川康雄            | 林政行       |
| 第78話                     | 6月24日       | ランプ売りの少女だコロン       | 山本優              | 布川ゆうじ 福村典義   | 楠田悟       |
| 第79話                     | 7月1日        | グズの魔法使いだコロン         | 佐藤和男            | 八尋旭 福村典義       | 楠田悟       |
| 第80話                     | 7月8日        | サトミ三犬伝だコロン           | 山本優              | 布川ゆうじ 案濃たかし | 海老沢幸男   |
| 第81話                     | 7月15日       | 凡才画家ゴーマンだコロン       | 酒井あきよし        | 八尋旭 福村典義       | 楠田悟       |
| 第82話                     | 7月22日       | 塚原ボケ伝だコロン             | 山本優              | 布川ゆうじ 長谷川康雄 | さかいあきお |
| 第83話                     | 7月29日       | 半里の長城だコロン             | 山本優              | 布川ゆうじ 長谷川康雄 | 海老沢幸男   |
| 第84話                     | 8月5日        | 勇士スパルタオスだコロン       | 山本優              | 大貫信夫 植田秀仁     | 大貫信夫     |
| （この間、第63話を再放送） |               |                                |                     |                       |              |
| 第85話                     | 8月19日       | 人魚姫だコロン                 | 鈴木悠紀            | 山谷光和 案濃たかし   | 林政行       |
| 第86話                     | 8月26日       | ジャンダックは聖女だコロン     | 毛利元              | 八尋旭 長谷川康雄     | 佐久間信     |
| 第87話                     | 9月2日        | アラランの魔法のランプだコロン | 高木良子            | 八尋旭 福村典義       | 楠田悟       |
| 第88話                     | 9月9日        | 赤毛のランだコロン             | 海老沼三郎          | 布川ゆうじ 長谷川康雄 | 楠田悟       |
| 第89話                     | 9月16日       | ノンキホーテだコロン           | 山本優              | 八尋旭 長谷川康雄     | さかいあきお |
| 第90話                     | 9月23日       | コロンボスの珍大陸だコロン     | 山本優              | 布川ゆうじ 福村典義   | 海老沢幸男   |
| 第91話                     | 9月30日       | わらしべノン太だコロン         | 佐藤和男            | 布川ゆうじ 長谷川康雄 | 佐久間信     |
| 第92話                     | 10月7日       | 春の夜の夢だコロン             | 鈴木悠紀            | 布川ゆうじ 長谷川康雄 | 林政行       |
| 第93話                     | 10月14日      | あっぱれトマトコケルだコロン   | 山本優              | 植田秀仁              | 大貫信夫     |
| 第94話                     | 10月21日      | レフト兄弟だコロン             | 佐藤和男            | 矢沢規夫 岩田弘       | 長谷川憲生   |
| 第95話                     | 10月28日      | ユメノパトラだコロン           | 山本優              | 山谷光和 案濃たかし   | 中村たかし   |
| 第96話                     | 11月4日       | 夕さぎの恩返しだコロン         | 筒井ともみ          | 八尋旭 長谷川康雄     | 前田康成     |
| 第97話                     | 11月11日      | ぶんぶくお釜だコロン           | 日高武治            | 八尋旭 岩田弘         | 木下ゆうき   |
| 第98話                     | 11月18日      | 迷犬ラッキーだコロン           | 山田ひろし          | 布川ゆうじ 長谷川康雄 | アベ正己     |
| 第99話                     | 11月25日      | アーサー王の剣だコロン         | 鈴木良武            | 山谷光和 案濃たかし   | 林政行       |
| 第100話                    | 12月2日       | エンゼルとグレートルだコロン   | 高木良子            | 矢沢規夫 岩田弘       | 長谷川憲生   |
| 第101話                    | 12月9日       | アレスサンダー大王だコロン     | 山本優              | 山谷光和 長谷川康雄   | 中村たかし   |
| 第102話                    | 12月16日      | ヤシントン大統領だコロン       | 山本優              | 植田秀仁              | 平山則雄     |
| 第103話                    | 12月23日      | シッパイツァーだコロン         | 山田ひろし          | 植田秀仁              | 平山則雄     |
| 第104話                    | 12月30日      | イヤ王だコロン                 | 佐藤和男            | 山谷光和 長谷川康雄   | 前田康成     |
| 第105話                    | 1979年 1月6日 | コレクター博士だコロン         | 酒井あきよし        | 八尋旭 岩田弘         | 鈴木英二     |
| 第106話                    | 1月13日       | 二宮銀次郎だコロン             | 海老沼三郎          | 布川ゆうじ 高井戸仁   | 中村たかし   |
| 第107話                    | 1月20日       | ドジソンの大発明だコロン       | 山本優              | 岩田弘                | 木下ゆうき   |
| 第108話                    | 1月27日       | アワテルローの戦いだコロン     | 山本優              | 八尋旭 岩田弘         | 鈴木英二     |

## 対戦メカ一覧
| 話数   | 善玉メカ                                           | ドロンボーメカ       | 悪玉メカ                                                   |
| ------ | -------------------------------------------------- | -------------------- | ---------------------------------------------------------- |
| 第1話  | ワニメカ                                           | ダイドコロン         |                                                            |
| 第2話  | アリメカ                                           | ケーキメカ           |                                                            |
| 第3話  | カメメカ                                           | アマガサッパー       |                                                            |
| 第4話  | カバメカ                                           | ウンドバット         |                                                            |
| 第5話  | ネズミメカ                                         | オーケスラン         |                                                            |
| 第6話  | スカンクメカ                                       | カッパラッター       |                                                            |
| 第7話  | カニメカ                                           | サボカズラー         |                                                            |
| 第8話  | ワニメカ                                           | イレバルーン         |                                                            |
| 第9話  | ネズミメカ                                         | ブタペット           |                                                            |
| 第10話 | スカンクメカ                                       | ガラクタンク         |                                                            |
| 第11話 | カバメカ                                           | トンカチーン         |                                                            |
| 第12話 | カバメカ                                           | タイムウオッチン     |                                                            |
| 第13話 | アリメカ                                           | ハンドバッグ         |                                                            |
| 第14話 | キツツキメカ                                       | ギンギラーギン       |                                                            |
| 第15話 | ワシメカ                                           | ミルクブレンダー     |                                                            |
| 第16話 | カメメカ                                           | チクオンカー         |                                                            |
| 第17話 | ニワトリメカ                                       | ビューティーベルダー | ドロンジョメカ                                             |
| 第18話 | ワニメカ                                           | レバニラーメン       |                                                            |
| 第19話 | ダチョウメカ                                       | ガードローラー       |                                                            |
| 第20話 | ツバメメカ                                         | アイロンホース       |                                                            |
| 第21話 | キツツキメカ                                       | エキスバンドン       |                                                            |
| 第22話 | アヒルメカ                                         | ラクラクダー         |                                                            |
| 第23話 | ニワトリメカ                                       | キャンバスダー       |                                                            |
| 第24話 | アリメカ                                           | チクリンコメカ       | ゴキブリメカ                                               |
| 第25話 | キツツキメカ                                       | AFOメカ              |                                                            |
| 第26話 | ツバメメカ、カバメカ                               | チャンネルン         |                                                            |
| 第27話 | カニメカ                                           | ダイコジャッパー     |                                                            |
| 第28話 | トビウオメカ                                       | クレーラー号         |                                                            |
| 第29話 | ダチョウメカ、イダンテンチョーメカ                 | バリカンダーメカ     | ハゲタカメカ（ハゲタカルン）                               |
| 第30話 | トビウオメカ                                       | ストロボンドメカ     |                                                            |
| 第31話 | アリメカ                                           | カメカメヨッター     |                                                            |
| 第32話 | フグメカ                                           | クラジッタ           |                                                            |
| 第33話 | アリメカ                                           | ミノムシーン         |                                                            |
| 第34話 | スカンクメカ                                       | ブーツルザー         | クツメカ                                                   |
| 第35話 | カニメカ                                           | スカンタコ           |                                                            |
| 第36話 | ワニメカ→ランボルギーニのスーパーワニ              | ウラナイーン         | タマメカ                                                   |
| 第37話 |                                                    | ウエディングベラーズ |                                                            |
| 第38話 |                                                    | マジックボックス     |                                                            |
| 第39話 |                                                    | オンライナー         | デタラメメカ                                               |
| 第40話 |                                                    | カッピーカ           |                                                            |
| 第41話 | アリメカ                                           | カーペタンク         | アリメカ                                                   |
| 第42話 |                                                    | トロコンバイテーン   | タカメカ                                                   |
| 第43話 | アヒルメカ（みにくいアヒルの子）→ハクチョウメカ    | ビジンダー           | ほじくりカラスメカ                                         |
| 第44話 | カバメカ、ワシメカ                                 | チクチクリンメカ     |                                                            |
| 第45話 | ネズミメカ                                         | バスガマシーン       | ネコメカ                                                   |
| 第46話 | スカンクメカ（大）                                 | ヤカブトーザ         |                                                            |
| 第47話 | ゾウメカ（大）                                     | シュッポーダー       |                                                            |
| 第48話 | タケウマメカ                                       | スーパーカーモドキ   | ウシメカ                                                   |
| 第49話 | アカオニメカ                                       | マイクロケット       | アオオニメカ                                               |
| 第50話 | モモタロウメカ、キンタロウメカ、ウラシマタロウメカ | ボールタンク         | コブトリジジィメカ、ハナサカジジィメカ、シキキリババァメカ |
| 第51話 | タマゴメカ→オタマジャクシメカ→カエルメカ           | イカタゴサク         |                                                            |
| 第52話 | ペンギンメカ                                       | トットツール         | トドメカ→オオトドメカ                                      |
| 第53話 | カバメカ                                           | カイリキーン         |                                                            |
| 第54話 | エイメカ                                           | ササエダー           |                                                            |
| 第55話 | カバメカ                                           | ヨロイカメカ         |                                                            |
| 第56話 | ノミメカ                                           | コブラツイスター     | シラミメカ                                                 |
| 第57話 | コカッパメカ                                       | ウキウキダー         | 大カッパメカ、サンショウウオメカ                           |
| 第58話 | カボチャメカ                                       | カゴノトーリー       |                                                            |
| 第59話 | カンキリメカ                                       | テレビカメラン       |                                                            |
| 第60話 | ホウチョウメカ、オタマメカ、オナベメカ、レンジメカ | ヤドカリメカ         |                                                            |

## 放送局
系列は当時のもの。放送時間は個別に出典が提示されているもの以外は放送当時に発行されていた番宣ポスターに記載されているものを使用する。
| 放送対象地域  | 放送局         | 系列                                         | 放送時間 | 備考                               |
| ------------- | -------------- | -------------------------------------------- | --- | ---------------------------------- |
| 関東広域圏    | フジテレビ     | フジテレビ系列                               | 土曜 18:30 - 19:00 | 制作局                             |
| 北海道        | 北海道文化放送 | フジテレビ系列                               | 土曜 18:30 - 19:00 | [ 25 ]                             |
| 宮城県        | 仙台放送       | フジテレビ系列                               | 土曜 18:30 - 19:00 | [ 26 ]                             |
| 静岡県        | テレビ静岡     | フジテレビ系列                               | 土曜 18:30 - 19:00 |                                    |
| 富山県        | 富山テレビ     | フジテレビ系列                               | 土曜 18:30 - 19:00 | [ 27 ]                             |
| 福井県        | 福井テレビ     | フジテレビ系列                               | 土曜 18:30 - 19:00 | [ 27 ]                             |
| 中京広域圏    | 東海テレビ     | フジテレビ系列                               | 土曜 18:30 - 19:00 |                                    |
| 近畿広域圏    | 関西テレビ     | フジテレビ系列                               | 土曜 18:30 - 19:00 |                                    |
| 島根県 鳥取県 | 山陰中央テレビ | フジテレビ系列                               | 土曜 18:30 - 19:00 |                                    |
| 広島県        | テレビ新広島   | フジテレビ系列                               | 土曜 18:30 - 19:00 |                                    |
| 福岡県        | テレビ西日本   | フジテレビ系列                               | 土曜 18:30 - 19:00 |                                    |
| 長崎県        | テレビ長崎     | フジテレビ系列 日本テレビ系列                | 土曜 18:30 - 19:00 |                                    |
| 沖縄県        | 沖縄テレビ     | フジテレビ系列                               | 土曜 18:30 - 19:00 |                                    |
| 青森県        | 青森テレビ     | TBS系列                                      | 月曜 17:20 - 17:50 |                                    |
| 岩手県        | テレビ岩手     | 日本テレビ系列 テレビ朝日系列                | 金曜 17:30 - 18:00 |                                    |
| 秋田県        | 秋田テレビ     | フジテレビ系列                               | 木曜 17:15 - 17:45 |                                    |
| 山形県        | 山形テレビ     | フジテレビ系列 テレビ朝日系列                | 火曜 19:00 - 19:30（1977年1月 - 1978年3月） 水曜 18:00 - 18:30（1978年4月 - 9月） 水曜 17:30 - 18:00（1978年10月4日） 土曜 18:30 - 19:00（1978年10月14日から） |                                    |
| 福島県        | 福島中央テレビ | 日本テレビ系列                               | 月曜 - 木曜 17:30 - 18:00 | 1987年に放送                       |
| 新潟県        | 新潟総合テレビ | フジテレビ系列 日本テレビ系列 テレビ朝日系列 | 月曜 - 金曜 16:50 - 17:20 | 現・NST新潟総合テレビ 1980年に放送 |
| 長野県        | 長野放送       | フジテレビ系列                               | 土曜 18:00 - 18:30 |                                    |
| 石川県        | 石川テレビ     | フジテレビ系列                               | 土曜 18:00 - 18:30（1977年10月8日まで） 土曜 18:30 - 19:00（1977年10月15日以降）                                                                               |                                    |
| 山口県        | テレビ山口     | TBS系列 フジテレビ系列                       | 木曜 17:30 - 18:00 |                                    |
| 岡山県        | テレビ岡山     | フジテレビ系列 テレビ朝日系列                | 金曜 18:00 - 18:30→金曜 17:00 - 17:30 | 現・岡山放送                       |
| 愛媛県        | テレビ愛媛     | フジテレビ系列                               | 金曜 17:25 - 17:55 | 1979年時点に放送                   |
| 熊本県        | テレビ熊本     | フジテレビ系列 日本テレビ系列 テレビ朝日系列 | 火曜 18:00 - 18:30 |                                    |
| 大分県        | 大分放送       | TBS系列                                      | 金曜 17:20 - 17:50 |                                    |
| 宮崎県        | テレビ宮崎     | フジテレビ系列 テレビ朝日系列                | 土曜 18:00 - 18:30 |                                    |
| 鹿児島県      | 鹿児島テレビ   | フジテレビ系列 日本テレビ系列 テレビ朝日系列 | 木曜 17:20 - 17:50 |                                    |

テレビ岩手・福島中央テレビは2008年版と「グッド・モーニング!!!ドロンジョ」も放送。2023年10月からBS12で一部エピソードが再放送されている。

## 劇場版
1977年3月19日、『東宝チャンピオンまつり』内で第5話のブローアップ版が上映された。上映時間は23分。
併映は『キングコング対ゴジラ』（再々映）『巨人軍物語 進め!!栄光へ』『まんが日本昔ばなし』『円盤戦争バンキッド』の4本。

## 漫画
ヤッターマン
作画：竹村よしひこ。『てれびくん』連載。
ドロンジョさまは転生しても悪役令嬢のままだった
原作：タツノコプロ、漫画：香月心。『MAGKAN』2024年1月1日から2025年8月1日にかけて連載。
ドロンジョを主人公とした異世界転生ストーリーで、悪役令嬢もの。

## 映像ソフト
- VHS
  - 竜の子TVアニメ・シリーズ タイムボカンシリーズ（ポリドール）

1989年5月25日発売。3巻に第28話。5巻に第44話を収録。
  - ヤッターマン ヤッターマン出動だコロン編（パイオニアLDC）
  - ヤッターマン アワテルローの戦いだコロン編（パイオニアLDC）

1998年9月25日発売。それぞれ、1-2話、108-最終話収録。
- LD
  - ヤッターマン パーフェクトコレクション（ポリドール）

上巻 1993年12月10日発売。
下巻 1994年7月1日発売。
- DVD
  - ヤッターマンDVD-BOX（パイオニアLDC）

BOX1 2003年7月2日発売。
BOX2 2003年8月22日発売。
BOX3 2003年10月24日発売。
- Blu-ray
  - タイムボカンシリーズ ヤッターマン ブルーレイBOX（松竹）

2012年6月27日発売。

## ゲーム
タイムボカンシリーズ#ゲーム作品、ヤッターマン (2008年のテレビアニメ)#ゲームも参照。
コンシューマーゲーム
- NEWヤッターマン 難題かんだいヤジロベエ（1996年3月22日発売。スーパーファミコン用、ユタカ）

パソコンゲーム
- ヤッターマンタイピング ドロンボーのおしおき打べぇ～（2002年2月8日発売。Windows（98、98SE、Me、2000、XP）用。メディアカイト）[40]

モバイルゲーム
- RPGヤッターマン（2006年発売（買い切り）。iアプリ、EZアプリ (BREW3.1)、S!アプリ用。ケムコ。シナリオは寺田憲史）[41][42]
- ヤッターマン 〜激走レースに挑戦だコロン〜（2021年5月26日配信（アイテム課金制）。iOS、Android用（LICENSE AD NETWORK向け）。ノックバックワークス）[43]

なお、Mobageでの提供もあるバタフライの『モバ7』ではパチンコ・パチスロの実機シミュレーションアプリが配信されている。
客演での声あり登場
- タツノコ VS. CAPCOM CROSS GENERATION OF HEROES（2008年12月、アーケードおよびWii用）

ヤッターマン1号とドロンボー一味が登場。ヤッターマン1号のみ代役で喜多村英梨が演じる。
- TATSUNOKO VS. CAPCOM ULTIMATE ALL-STARS（2010年1月28日、Wii用）

上記4人に加え、ヤッターマン2号も登場。声は代役で加藤英美里が演じる。

## パチンコ・パチスロ
パチンコ
- CRヤッターマン（2001年・2009年、平和）
- CRドロンジョにおまかせ（2005年、平和）
- CRAポチッと一発! おだてブタ（2008年、平和・オリンピア）
- CRヤッターマン（2015年、サンスリー）

パチスロ
- ドロンジョにおまかせ（2003年、平和）
- ヤッターマン只今参上（2007年、平和）
- パチスロヤッターマン（2015年、三洋物産）

## パロディ
- エンドーマン

『絶対に笑ってはいけない地球防衛軍24時』（2013年、日本テレビ系列）の「驚いてはいけない」で遠藤章造の両親が演じた。ヤッターワンのデザインなどは同局で放送されたテレビアニメ2作目のそれに準じている。

## バーチャルYouTuber
2018年10月19日よりヤッターマン2号こと『カミナリ アイ』と『ボヤッキー』がバーチャルYouTuberとしてYouTubeで配信。キャラクターデザインはフライ。3Dモデル作成は、もちひよこ。2022年5月活動休止。活動休止後、アイのアクターが声優の小池理子であったことが明かされている。